# Festival Internacional de Teatro de Bonecos
O Festival Internacional de Teatro de Bonecos foi um festival de teatro de bonecos que ocorreu na cidade brasileira de Belo Horizonte, no estado de Minas Gerais, de 2000 a 2015.
Reúne os principais grupos brasileiros e sintetiza as tendências mundiais do teatro de animação. É considerado um dos principais festivais do gênero no Brasil.

## Edições

### Em 2010
Na edição realizada de 11 a 20 de junho 2010, a 11ª do festival, foram 17 companhias, sendo sete mineiras, como a dos Bonecos Gigantes de Brasópolis e a brasileira Contadores de Histórias, de Parati; 20 espetáculos e intervenções. O público conferiu histórias e manipulou bonecos de companhias em exposições do Bonecos Aqui, do Grupo Sobrevento (SP), e Índia, Berçário dos Títeres, com curadoria da professora Magda Modesto (RJ).
A maior parte dos espetáculos foi inédita, mas houve a reapresentação de montagens consagraradas em edições anteriores. Retornaram El Gato Manchado y la Golondrina Sinhá, do El Retablo, considerado o melhor de 2002, e Cuentos Pequeños, do Teatro Hugo e Ines.
As apresentações, voltadas para os públicos infantil, jovem e adulto,  aconteceram no Parque Municipal; praças JK, da Liberdade e Duque de Caxias, em Santa Tereza;  nos teatros Alterosa, Dom Silvério,  Marília e Oi Futuro, Restaurante Popular; e Metrô BH.
As apresentações internacionais, selecionadas a partir de uma viagem da curadoria a um festival mundial realizado em Charleville-Mézières, foram do Teatro Hugo e Ines (Peru), El Retablo (Espanha), Bakélite {França), Les Trois Clés (França), Pelele Marionettes (França/Espanha), Cia. Viaje Inmóvil (Chile), Marc Schnittger Figuren Theater (Alemanha), Electric Circus (Holanda) e Redmoon Theater (Estados Unidos).
A edição reuniu R$ 510 mil a partir da soma de recursos das leis municipal e estadual e do edital da Caixa Econômica Federal de amparo a festivais.